# Idrolitina
Idrolitina è un marchio commerciale distribuito in Italia dal 1901 con cui si identifica una polvere ad uso alimentare da aggiungere all'acqua per renderla effervescente. A essa si affiancarono prodotti simili di altre aziende, con marchi differenti ("Idriz", "Frizzina", "Cristallina", etc.).
Viene prodotta da più di un secolo a Bologna dallo Stabilimento A. Gazzoni & C..
Al 2023 la confezione riporta come sede stabilimento di produzione la località di Sant'Olcese nella Città metropolitana di Genova.

## Composizione
Idrolitina è una miscela di bicarbonato di sodio (E500), acido malico (E296) e acido tartarico (E334), tutti in forma di polvere.
La miscela di polveri è stabile in assenza di acqua, mentre in presenza di essa gli acidi malico e tartarico forniscono l'acidità necessaria per idrolizzare lo ione bicarbonato, liberando anidride carbonica che si sviluppa come gas, conferendo all'acqua l'effervescenza desiderata.
HCO3- + H3O+ → 2H2O + CO2 ↑
Lo ione sodio liberato dalla dissociazione del bicarbonato dà all'acqua un percettibile gusto salino, normalmente assente nelle acque minerali preparate industrialmente per addizione di anidride carbonica. La miscela viene generalmente venduta in confezioni da 20 buste monodose da 10 g l'una per preparare un litro di acqua. Precedentemente la confezione conteneva buste, non sigillate, di colore diverso (azzurro e rosso): una conteneva il principio basico e l'altra quello acido.

## Storia
(Filastrocca sulla scatola dell'Idrolitina.)
Sotto il pontificato di papa Pio XI, la ditta del cav. Gazzoni ottenne di divenire fornitrice di Idrolitina per il Palazzo Apostolico e poco dopo le venne riconosciuto il titolo di ditta fornitrice della Real Casa. Entrambi i conferimenti sono ancora presenti sulla storica confezione del prodotto.
Nel 1959 apparve in una pubblicità di Carosello, il cui protagonista, tale signor Pietro, era impersonato dal cantante napoletano Aurelio Fierro; in seguito l'Idrolitina apparve in un'altra pubblicità di Carosello.

## Citazioni e omaggi
- La cita il cantautore italiano Franco Battiato nella canzone Zone depresse, contenuta nell'album Orizzonti perduti del 1983:

- Nel 2014 è menzionata nel Nuovo dizionario delle cose perdute dello scrittore e musicista Francesco Guccini[8].
- Cesco Magetti, protagonista del romanzo Ferrovie del Messico (2022), scritto da Gian Marco Griffi, è un accanito bevitore di Idrolitina, tanto da utilizzarla anche per alleviare il mal di denti che lo tormenta (senza successo).